# Varne-Sandbank
Die Varne-Sandbank (engl. Varne Bank, auch The Varne) ist eine zu England gehörende, rund neun Kilometer lange Sandbank in der Straße von Dover etwa 14 km südwestlich von Dover. Die Wassertiefe beträgt bei Niedrigwasser zwischen 3 und 5 Metern.

## Schifffahrtshindernis

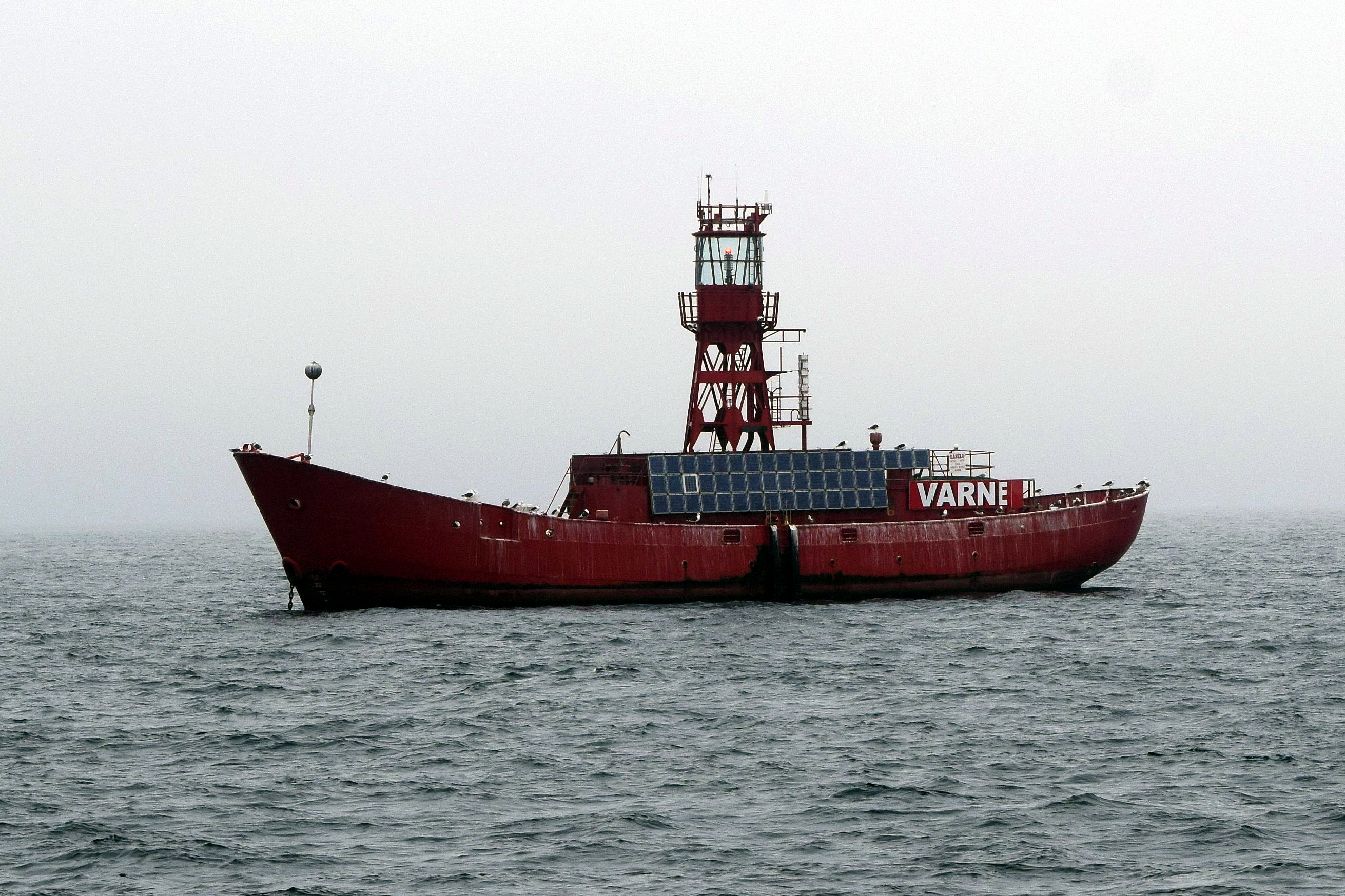
Das Varne-Feuerschiff

Durch ihre Lage fast in der Mitte der Süd-West-Durchfahrt des Ärmelkanals ist die Sandbank von Bedeutung sowohl für die britische Küstenwache als auch für die Schifffahrt. Wegen des hohen Risikos des Festlaufens betreibt die britische Leuchtfeuerbehörde Trinity House ein unbemanntes Feuerschiff an der Sandbank. Die Amateurfunkvereinigung ARLHS führt in ihrem weltweiten Leuchtturm- und Feuerschiff-Verzeichnis World List of Lights das Varne-Feuerschiff als ARLHS ENG-270.
Trotz Feuerschiff und beleuchteter Warntonnen im Westen, Osten und Süden laufen immer wieder Schiffe auf die Sandbank auf, so zum Beispiel das deutsche Containerschiff LT Cortesia, das am 2. Januar 2008 strandete. Der amtliche Unfallbericht zeigt, wie die Fehlinterpretation des Radarbildes zu dem Unfall führte. Da die Varne-Sandbank weniger bekannt ist als die weiter nördlich gelegene Goodwin-Sandbank, werden Strandungen von Schiffen auf der Varne-Sandbank häufig fälschlich als Strandung auf der Goodwin-Sandbank gemeldet.
Das deutsche U-Boot UB 33 lief im April 1918 südwestlich der Varne-Sandbank auf eine Mine der britischen Dover-Sperre; das Wrack enthält noch immer sechs scharfe Torpedos und stellt bis heute eine erhebliche Gefahr für den Schiffsverkehr dar.
Aufgrund der ständigen Zunahme des Schiffsverkehrs durch den Ärmelkanal, die verkehrsreichste Schifffahrtsstraße der Welt, wurden im Laufe der Zeit verschiedene Vorschläge gemacht, die Varne-Sandbank durch Ausbaggern zu beseitigen. Sie ist aufgrund ihrer geringen Tiefe jedoch ein produktiver Standort für die Fischerei, vor allem für Kabeljau und Jakobsmuscheln.

## Geschichtliches

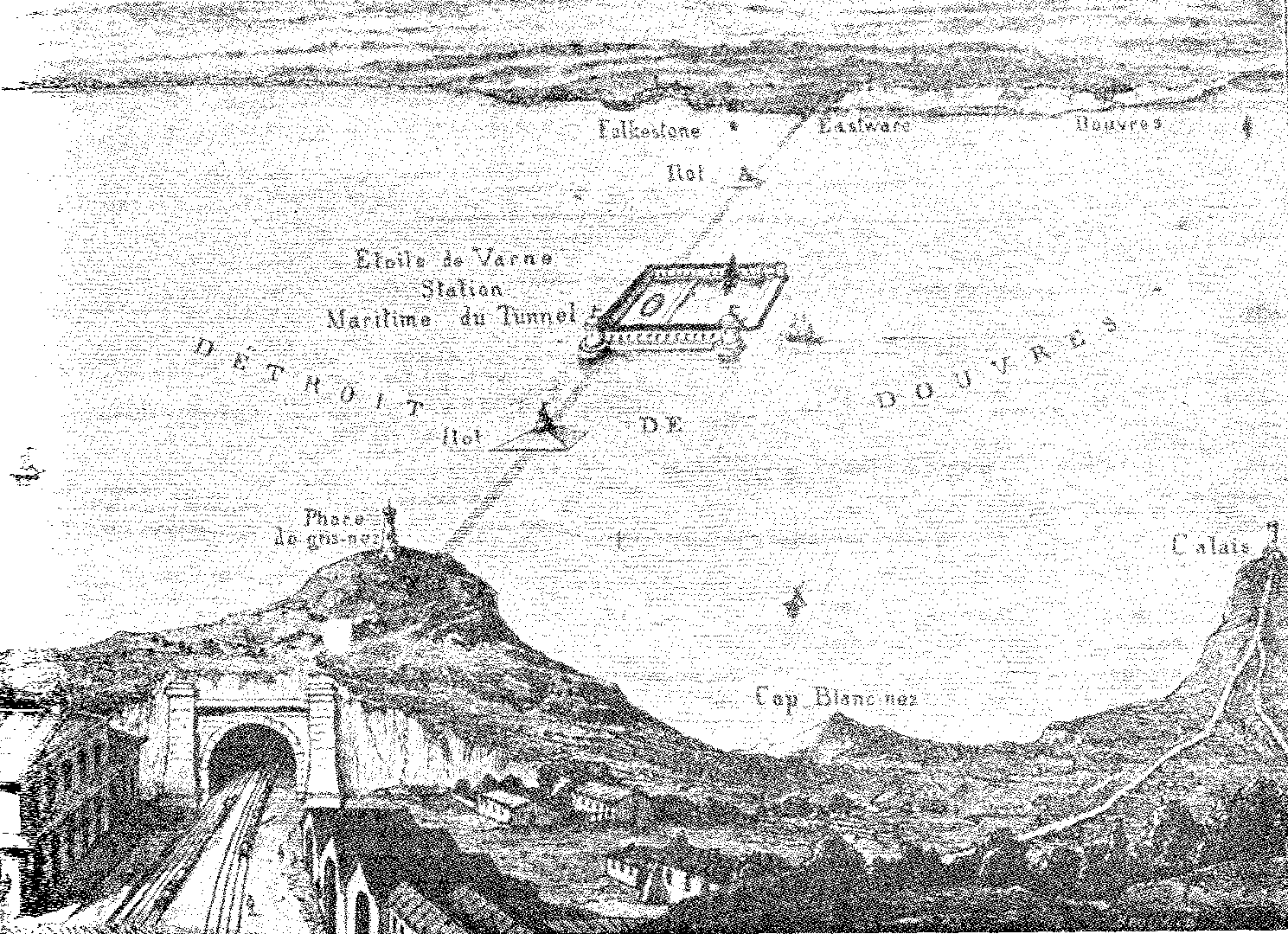
Plan von Thomé de Gamond aus dem Jahr 1856 für einen Kanaltunnel mit Hafen und Belüftungsanlage an der Varne-Sandbank

Im Jahre 1802 schlug Bergbau-Ingenieur Albert Mathieu vor, die Varne-Sandbank zu einer Insel auszubauen, um eine Mittelstation (Kutschpferde-Wechselstelle) für einen Kanaltunnel zu erschaffen. Im 20. Jahrhundert wurde der Entwurf einer Ärmelkanal-Brücke konzipiert, deren Stützpfeiler auf der Varne-Sandbank stehen sollten.
Mehrere Seeschlachten und -gefechte wurden in der Nähe ausgetragen, einschließlich der Seeschlacht bei Dover im Jahre 1652 und des Zweiten Seegefechts im Kanal im April 1917.

## Verschiedenes
Die britische Werft Varne Marine (Essex) war von 1973 bis 1992 ein Yachthersteller mit Bezug auf die Varne-Sandbank im Firmennamen. Das Unternehmen produzierte die Varne 27 und andere Modelle. Ein Verein der Varne-Schiffsbesitzer Varne Owners Association gibt ein Club-Magazin namens 'LightShip' heraus, das nach dem Varne-Feuerschiff benannt ist, das die Untiefe der Varne-Sandbank markiert.